# Svante Teofil Westling
Svante Teofil Westling, född 16 mars 1812, död 28 mars 1852, var en finlandssvensk ingenjör.
Svante Teofil Westling var son till Johan Westling och Johanna Pedelius. Westling avlade studentexamen 1831, och var kapten vid väg- och vattenkommunikationskårens ingenjörsavdelning i Finland. Och kapten i väg- och sjöfartsstyrelsens ingenjörsstyrelse.
Westling gifte sig den 5 oktober 1838 med Alvina Margareta Augusta född Charpentier, dotter till Gustaf Fredrik Charpentier och Helena Augustina född Tawaststjerna. I äktenskapet föddes flera barn. 